# 715e division d'infanterie
La 715e division d'infanterie (en allemand : 715. Infanterie-Division ou 715. ID) est une des divisions d'infanterie de l'armée allemande (Wehrmacht) durant la Seconde Guerre mondiale.

## Historique

### Création
La 715e division d'infanterie est formée comme division "statique" le 8 mai 1941 dans la Wehrkreis V en tant qu'élément de la 15. Welle (15e vague de mobilisation).
Elle est transférée dans le sud-ouest de la France à l'automne 1941. À la fin de l'été 1943, elle remplace la 4e armée italienne, lorsque celle-ci rentre en Italie, et occupe le secteur Cannes-Nice.

### Opérations
En janvier 1944, la 715e ID est envoyée sur le front d'Anzio-Nettuno, en Italie, où elle combat jusqu'en juin 1944, subissant de lourdes pertes lors de la percée américaine et la prise de Rome par les armées alliées anglo-américano-françaises. Retirée des premières lignes, elle est rééquipée et réorganisée, après avoir reçu comme renfort principal des éléments du 1028e régiment d'infanterie, en tant qu'élément de la 26. Welle à partir de la Schatten-Division Wildflecken.
En septembre 1944, elle participe à la défense de la Ligne Gothique, avant d'être peu après redirigée sur la côte adriatique.
Au début 1945, elle rejoint la 1re armée blindée (1. Panzer-Armee) sur le Front de l'est où elle est pratiquement anéantie avant de finir par se rendre en Tchécoslovaquie.

## Organisation

### Commandants
| Date                                  | Grade           | Commandant             |
| ------------------------------------- | --------------- | ---------------------- |
| 3 mai 1941 - 15 juillet 1942          | Generalmajor    | Ernst Wening           |
| 15 juillet 1942 - 5 janvier 1944      | Generalleutnant | Kurt Hoffmann          |
| 5 janvier 1944 - 1er juillet 1944     | Generalleutnant | Hans-Georg Hildebrandt |
| 1er juillet 1944 - 18 septembre 1944  | Generalmajor    | Hanns von Rohr         |
| 18 septembre 1944 - 30 septembre 1944 | Generalmajor    | Hans-Joachim Ehlert    |
| 30 septembre 1944 - 2 mai 1945        | Generalmajor    | Hanns von Rohr         |

### Officiers d'opérations (Generalstabsoffiziere (Ia))
| Date                          | Grade               | Commandant           |
| ----------------------------- | ------------------- | -------------------- |
| 8 mai 1941 - 15 février 1943  | Oberstleutnant i.G. | Alfred Forster       |
| 5 février 1943 - 25 août 1944 | Oberstleutnant i.G. | Werner Habedanck     |
| 25 août 1944 - 10 avril 1945  | Major i.G.          | Hans-Ulrich Schröder |
| 10 avril 1945 - Mai 1945      | Major i.G.          | Karl Meinert         |

## Théâtres d'opérations
- Allemagne : Mai 1941 - Juin 1941
- France : Juin 1941 - Janvier 1944
- Italie : Janvier 1944 - Mars 1945
- Tchécoslovaquie : Mars 1945 - Mai 1945

## Ordre de bataille
1941
- Infanterie-Regiment 725
- Infanterie-Regiment 735
- Artillerie-Abteilung 671
- Divisionseinheiten 715

1942
- Infanterie-Regiment 725
- Infanterie-Regiment 735
- Artillerie-Abteilung 671
- Aufklärungs-Abteilung 715 (=Bataillon de reconnaissance)
- Pionier-Bataillon 715 (=compagnie du génie)
- Nachrichten-Kompanie 715 (=compagnie de transmissions)
- Versorgungseinheiten 715

1945
- Grenadier-Regiment 725
- Grenadier-Regiment 735
- Grenadier-Regiment 774
- Divisions-Füsilier-Bataillon 715
- Artillerie-Regiment 671
- Aufklärungs-Abteilung 715
- Pionier-Bataillon 715
- Divisionseinheiten 715
- Panzerjäger-Abteilung 715
- Nachrichten-Abteilung 715
- Feldersatz-Bataillon 671
- Versorgungseinheiten 715